# Qualificazioni al campionato europeo maschile di calcio 2000 - Gruppo 2

## Classifica
| Pos. | Squadra  | P.ti | G  | V | P | S | RF | RS | DR  |
| ---- | -------- | ---- | -- | - | - | - | -- | -- | --- |
| 1    | Norvegia | 25   | 10 | 8 | 1 | 1 | 21 | 9  | +12 |
| 2    | Slovenia | 17   | 10 | 5 | 2 | 3 | 12 | 14 | -2  |
| 3    | Grecia   | 15   | 10 | 4 | 3 | 3 | 13 | 8  | +5  |
| 4    | Lettonia | 13   | 10 | 3 | 4 | 3 | 13 | 12 | +1  |
| 5    | Albania  | 7    | 10 | 1 | 4 | 5 | 8  | 14 | -6  |
| 6    | Georgia  | 5    | 10 | 1 | 2 | 7 | 8  | 18 | -10 |

## Risultati
| Arbitro: | Claude Détruche |

|                  |           |  |
| A. Arveladze 66’ | Marcatori |  |

| Arbitro: | Alfredo Trentalange |

|                                    |           |                  |
| Machlas 55’ (rig.) Frantzeskos 58’ | Marcatori | 18’, 72’ Zahovič |

| Arbitro: | Sergei Shmolik |

|               |           |                                               |
| Solbakken 17’ | Marcatori | 11’ Pahars 53’ Štolcers 64’ (rig.) Zemļinskis |

| Arbitro: | Constantin Zotta |

|             |           |  |
| Štolcers 2’ | Marcatori |  |

| Arbitro: | Andreas Schluchter |

|             |           |                    |
| Zahovič 24’ | Marcatori | 45’ Flo 80’ Rekdal |

| Arbitro: | Atanas Uzunov |

|                                             |           |  |
| Machlas 12’ Liberopoulos 15’ Ouzounidis 36’ | Marcatori |  |

| Arbitro: | Gerd Grabher |

|                        |           |                    |
| Rekdal 81’ H. Berg 86’ | Marcatori | 37’ Bushi 52’ Tare |

| Arbitro: | Karen Nalbandyan |

|            |           |  |
| Udovič 86’ | Marcatori |  |

| Tirana 18 novembre 1998, ore 15:00 UTC+1 | Albania                     | 0 – 0 referto | Grecia | Stadio Qemal Stafa (18.670 spett.)\| Arbitro: \| Victor José Esquinas Torres \| |
| Arbitro:                                 | Victor José Esquinas Torres |               |        |                                                                                 |

| Arbitro: | Alain Hamer |

|              |           |           |
| Janashia 42’ | Marcatori | 52’ Knavs |

| Arbitro: | Leslie Irvine |

|  |           |                   |
|  | Marcatori | 37’, 86’ Solskjær |

| Riga 31 marzo 1999, ore 20:00 UTC+3 | Lettonia         | 0 – 0 referto | Grecia | Stadio Daugava (5.100 spett.)\| Arbitro: \| Knud Erik Fisker \| |
| Arbitro:                            | Knud Erik Fisker |               |        |                                                                 |

| Riga 28 aprile 1999, ore 19:00 UTC+3 | Lettonia    | 0 – 0 referto | Albania | Stadio Daugava (2.700 spett.)\| Arbitro: \| Eric Romain \| |
| Arbitro:                             | Eric Romain |               |         |                                                            |

| Arbitro: | Sándor Puhl |

|              |           |                                       |
| Janashia 57’ | Marcatori | 16’ Iversen 25’, 35’ Flo 37’ Solskjær |

| Arbitro: | Luc Huyghe |

|            |           |  |
| Iversen 4’ | Marcatori |  |

| Arbitro: | William Young |

|              |           |                             |
| Ketsbaia 55’ | Marcatori | 85’ Frantzeskos 89’ Machlas |

| Arbitro: | Livio Bazzoli |

|          |           |                    |
| Tare 16’ | Marcatori | 3’ Iversen 83’ Flo |

| Arbitro: | Juan Manuel Brito Arceo |

|            |           |                         |
| Pahars 18’ | Marcatori | 27’, 43’ (rig.) Zahovič |

| Arbitro: | Adrian Stoica |

|  |           |                    |
|  | Marcatori | 26’ (rig.) Zahovič |

| Arbitro: | Lubomír Puček |

|                     |           |                                        |
| Niniadis 37’ (rig.) | Marcatori | 24’ Verpakovskis 90’ (rig.) Zemļinskis |

| Arbitro: | Joaquim da Silva |

|                        |           |  |
| Zahovič 49’ Osterc 80’ | Marcatori |  |

| Arbitro: | Alain Hamer |

|                         |           |                                 |
| Bushi 29’, 78’ Muka 90’ | Marcatori | 20’, 62’ Astafjevs 70’ Štolcers |

| Arbitro: | Markus Merk |

|                 |           |  |
| Leonhardsen 34’ | Marcatori |  |

| Arbitro: | Jan Wegereef |

|                          |           |                  |
| Ačimovič 48’ Zahovič 80’ | Marcatori | 55’ S. Arveladze |

| Arbitro: | Miroslav Radoman |

|                                   |           |                             |
| S. Arveladze 30’ Kavelashvili 52’ | Marcatori | 62’ Bleidelis 90’ Stepanovs |

| Arbitro: | Gilles Veissière |

|                                                             |           |  |
| Istenič 15’ (aut.) Iversen 17’ Solskjær 30’ Leonhardsen 67’ | Marcatori |  |

| Arbitro: | Valentin Valentinovič Ivanov |

|                            |           |  |
| Tsiartas 1’ Georgiadis 87’ | Marcatori |  |

| Arbitro: | Alfred Micallef |

|                      |           |                  |
| Rraklli 30’ Kola 36’ | Marcatori | 52’ S. Arveladze |

| Arbitro: | Dietmar Drabek |

|            |           |                      |
| Pahars 52’ | Marcatori | 51’ Solskjær 85’ Flo |

| Arbitro: | Gamal Al-Ghandour |

|  |           |                                            |
|  | Marcatori | 39’ Tsiartas 43’ Georgiadis 81’ Nikolaidis |

## Statistiche

### Classifica marcatori
8 reti
- Zlatko Zahovič

5 reti
- Tore André Flo
- Ole Gunnar Solskjær

4 reti
- Steffen Iversen

3 reti
- Alban Bushi
- Shota Arveladze
- Nikos Machlas
- Marians Pahars
- Andrejs Štolcers

2 reti
- Igli Tare
- Zaza Janashia
- Giōrgos Geōrgiadīs
- Vassilios Tsiartas
- Øyvind Leonhardsen
- Kjetil Rekdal

1 rete
- Bledar Kola
- Devis Mukaj
- Altin Rraklli
- Archil Arveladze
- Mikheil Q'avelashvili
- Temur Ketsbaia
- Kostas Frantzeskos
- Nikos Liberopoulos
- Dimitris Mavrogenidis
- Demis Nikolaidis
- Andreas Niniadīs
- Marinos Ouzounidīs
- Imants Bleidelis
- Igors Stepanovs
- Māris Verpakovskis
- Henning Berg
- Ståle Solbakken
- Aleksander Knavs
- Milan Osterc
- Miran Pavlin
- Sašo Udovič

autoreti
- Rudi Istenič (pro Norvegia)